# Sempervivum staintonii
Sempervivum staintonii är en fetbladsväxtart som beskrevs av Muirh.. Sempervivum staintonii ingår i släktet taklökar, och familjen fetbladsväxter. Inga underarter finns listade i Catalogue of Life.